# 1998年度香港行政長官施政報告
《1998年度香港行政長官施政報告》是香港特區政府發表的第二份施政報告，由時任香港行政長官董建華於1998年10月7日發表。

## 背景
1997年起，亞洲爆發了亞洲金融風暴。香港的股市當時已經達到頂峰，到一萬六千多點以上。香港受金融風暴波及後，股市不斷下跌，跌至1998年的六千五百多點。
為了挽回經濟，當時的財政司司長曾蔭權、香港金融管理局任志剛會同香港交易所行政總裁鄺其志決定動用千億的外匯儲備入市購入股票，以期穩住股市及各股價，最後動用了1180億港元成功擊退以量子基金為首的炒家。
金融風暴爆發以後，香港的經濟開始走下坡，首當其衝的是在股市活躍的小股民，其次就是樓市。本來香港的樓價愈來愈高，在1997年時購入樓宇的人士，在金融風暴時受到傷害，一來是因金融風暴而損失的已入樓市，購買樓宇的目的只求快速轉手圖利的炒家，二來被下跌的樓價所波及的中產階級人士，他們需要面對他們工作的公司凍薪或減薪，而他們所持的樓宇，向銀行按揭的時候是高價，但是金融風暴以後，樓價下跌。結果他們變成了夾心人。如果他們現在放棄供樓，給銀行收回的話，銀行向外拍賣的是低於他們買入原價的市價，故他們損失供樓的錢以外，還需要多給一筆高達數十萬或數百萬的差額給銀行。這些人，時人稱為負資產階級。
面對這樣的危局，行政長官董建華於1998年10月7日星期三，發表任內第二份施政報告。

## 內容
這份施政報告的名字為：群策群力，轉危為機

### 經濟策略方面
- 為了加強政府對創新及技術發展的支援，故將會成立應用科技研究院。
- 以50億元設立創新及技術基金，提供資助給對本港工商界善用創新科技有幫忙的計劃。
- 設法使香港成為亞太區的互聯網樞紐，讓本地、內地和海外工商機構可以更有效地在區內及區外地方生產、分銷及推廣貨品。
- 推行公共服務電子化計劃，目的是方便市民可使用政府服務和索取政府資料。
- 成立電影發展基金，1億元，以提高本地電影界的創作力及採用先進科技。
- 研究推動香港成為國際中醫藥中心，包括成立中醫藥科研中心（中藥港）建議。

### 加強香港經濟優勢方面
- 設立創業板股票市場給具發展潛力的小型公司。
- 港政府將會在在九龍興建設備先進的新表演場地，使香港為亞洲娛樂之都。
- 香港政府設立文物旅遊專責小組，對外介紹香港的文化遺產，並協同內地推廣旅遊。
- 委任旅遊事務專員一人，專責促進旅遊業發展。
- 工業署設立中小型企業服務中心，協調規模較小企業的服務和援助。
- 興建3條主要鐵路：西鐵第一期、地下鐵路將軍澳支線和馬鞍山鐵路。耗資一千一百億元。
- 預期在2004年完成興建一條由上水至落馬洲的九廣鐵路支線（落馬洲支線），以改善過境交通。
- 興建連接沙田和西九龍的十六號幹線（今八號幹線的一部分）及連接北大嶼山和元朗的一段十號幹線，並籌建中九龍幹線及連接堅尼地城和香港仔的一段七號幹線，以擴展香港的公路網。

### 房屋方面
- 未來4年，每年平均興建五萬個公營房屋單位。
- 在來年初檢討暫停賣地9個月的措施，穩定物業價格，
- 確保物業市場維持穩定，增加土地儲備。

### 教育方面
- 來年度的教育開支增至四百四十億元。
- 來年至2003年，向公營學校撥款5億元以上，協助改善管理和提高教育質素。
- 期望於2007-2008學年全面推行小學全日制。
- 以6.3億元，推廣在教育方面應用資訊科技。
- 2002年年底前把各間職業訓練學院合併，成立香港專業教育學院
- 撥款5億元給僱員再培訓局，為失業人士開辦更多課程。

### 環保方面
- 未來5年，耗資120億元進行多項污水收集和處理工程，改良香港污水系統。
- 來年起禁止出售含鉛汽油。
- 從2000年底開始，計劃規定所有新的士改用更環保的燃料。
- 來年發表一份環境政策綠皮書。

### 衛生方面
- 為了避免再次發生配藥失誤事件，加強衛生署轄下診所的藥劑服務。
- 在來年動用2,200萬元，加強監察傳染病，致力預防和控制疾病蔓延。

### 政制方面
- 成立新決策局，職責統籌和制定有關環境保護、環境衛生、廢物管理、食物安全和自然保育事務的政策。
- 設立諮詢委員會，就食物安全和環境衞生事宜，向政府提 供意見，並監察政府的工作。
- 來年年底前，設立一個新的行政架構，負責藝術文化及康體事務。
- 政府認為，臨時市政局和臨時區域市政局議員任期在一九九九年年底屆滿後，並無必要保留兩個市政局。

#### 區議會
- 加強區議會的角色，並籌備在來年底舉行選舉。

- 向區議會增撥款項，用以改善區內環境，舉辦地區文娛活動和推動更多社區建設計劃。
- 加強區議會在市政服務方面的諮詢和監察功能。
- 確保政府在落實地區計劃前，先諮詢區議會，多聽取區議會的意見。

## 評價及影響
董建華認為香港經濟復甦最終還是取決於外圍環境、利息回穩、樓價穩定和市民重建信心等四個因素。但他這份施政報告就種下把市民的對政府喪失信心的基石。他在這篇施政報告中所說的中藥港，其實是不可行的，結果中藥港這個“偉大建設”就不了了之。
，結果有政黨認為“遠水不能救近火”。
董建華認為市政局及區域市政局不合時宜，結果來年通過殺局方案，把兩局的權力交給政府部門，而當時宣稱區議會的權力會相當提升，但也不了了之，直至董建華的繼任者上場後，輕微開放一些權力給區議會。演變成一、二、三，拿掉了二，只有一、三。並沒有把三提升上去。

## 外部連結
- 1998年度香港行政長官施政報告（页面存档备份，存于）
- 1998年度香港行政長官施政報告重點（页面存档备份，存于）
- 1998年10月7日行政長官宣讀施政報告後與記者談話全文（页面存档备份，存于）
- 1998年10月8日行政長官於「特首熱線」答問全文（页面存档备份，存于）
- 1998年10月8日行政長官於立法會答問全文（页面存档备份，存于）